# David Lincoln Rabinowitz
David Lincoln Rabinowitz (nacido en 1960) es un investigador de la Universidad de Yale. Lincoln Rabinowitz ha construido el CCD de las cámaras y los programas informáticos para la detección de asteroides cercanos a la Tierra. Él también ha prestado asistencia a la detección de objetos distantes del sistema solar, las supernovas, cuásares y, lo que ayuda a entender el origen y la evolución del sistema solar y la energía oscura de conducción de la expansión acelerada del universo. 
En colaboración con Michael E. Brown y Chad Trujillo del Quasar Equatorial Survey Team, ha participado en el descubrimiento de varios centauros, entre ellos: 
- 2010 EU65
- (90377) Sedna
- (90482) Orcus
- Eris, un planeta enano mayor que Plutón.
- (136108) 2003 EL61
- (136472) 2005 FY9

Los tres últimos fueron descubiertos en el mismo día. 
Junto con Tom Gehrels, de la Universidad de Arizona y su Spacewatch Team, Rabinowitzcon descubrió otro objeto astronómico: (5145) Folo.[8]